# Misael Bordier
Misael Bordier Chibás (Tiguabos, provincia de Guantánamo, 27 de diciembre de 1946 - Guantánamo, 4 de noviembre de 2005) fue un biólogo cubano, autor del libro Los venenos de alacranes: algo más que una alternativa para los tratamientos de cáncer y conocido como investigador de la acción antitumoral del veneno del llamado alacrán azul.
Se graduó en 1972 en la Universidad de Oriente, de Santiago de Cuba. Al probar varios venenos de serpientes, arañas y escorpiones para una variedad de dolencias, durante la década de 1980 cuando trabajaba en la Universidad de Guantánamo, Bordier notó mejoría de ratas y perros afectados por tumores y tratados con soluciones del veneno del alacrán Rhopalurus junceus. 
Amplió sus experimentos y pronto encontró que los tumores de los animales disminuyeron de tamaño.
Desde el año 1989 a la fecha trabajó como Biólogo Investigador en la Facultad de Ciencias Médicas de Guantánamo, donde continuó desarrollando su investigación sobre el efecto antitumoral de la toxina del alacrán Rhopalurus junceus y emprende a su vez investigaciones en el uso. 
En 1993, suministró por primera vez una solución del veneno a una paciente humana con cáncer, la cual sobrevivió y estaba viva todavía en 2013. Posteriormente fue contratado por la empresa Labiofam, que publicó la investigación en animales del grupo dirigido por Bordier, y En el año 2000 funda junto con su esposa Xanath Martínez de la Torre en Ciudad de México el centro de terapias holísticas lo que hoy se llama BioEscozul, desde entonces   Misael Bordier junto con su esposa Xanath Martínez de la Torre trataron con éxito a más de 10,000 pacientes hasta su lamentable fallecimiento el 3 de noviembre de 2005, víctima de un infarto, hoy su santa sepultura yace en el cementerio de San Rafael, Guantanamo, Cuba. 
Su sepelio en Guantánamo fue una manifestación de duelo popular. Miles de personas se reunieron para despedirlo.